# Chronology Volume 1
Chronology Volume 1 (1996-2000) es el primero de dos álbumes de grandes éxitos de la banda de rock cristiano, Third Day. Fue lanzado al mercado el 27 de marzo de 2007 en 2 CD/DVD. Las canciones incluidas en este álbum fueron tomadas desde su álbum debut Third Day (1996) hasta Offerings: A Worship Album (2000).

## Contenido

### CD
1. "Nothing At All (nueva mezcla)
2. "Forever" (nueva mezcla)
3. "Consuming Fire" (nueva mezcla)
4. "Thief 2006" (nueva grabación)
5. "Love Song" (nueva mezcla)
6. "Who I Am" (nueva mezcla)
7. "My Hope Is You 2006" (nueva grabación)
8. "I've Always Loved You" (nueva mezcla)
9. "Sky Falls Down"
10. "Your Love Oh Lord"
11. "King Of Glory"
12. "Agnus Dei / Worthy" (en vivo)

Pistas bonus
1. "Blackbird" (en vivo en San Luis, Misuri 1998)
2. "Alien" (en vivo en Columbus, Ohio 1999)
3. "Have Mercy" (nueva mezcla)
4. "Long Time Comin'" (del EP Southern Tracks 1999)
5. "She Sings In Riddles" (del EP Southern Tracks 1999)
6. "Forever" (en vivo)

### DVD
Videos musicales
1. Consuming Fire
2. You Make Me Mad
3. Your Love Oh Lord
4. Cry Out To Jesus (dos versiones)

Presentaciones en los Premios Dove
1. Forever (1997)
2. What Good (2000)
3. God Of Wonders (2001)
4. Come Together (2002)
5. Wire (2004)
6. Cry Out To Jesus (2006)

Videos "Bootleg"
1. Mac and Mark (1992)
2. David's First Show (1992)
3. Tai's First Show (1992)
4. Cornerstone Festival (1995)
5. Cornerstone Festival (1996)
6. Café Milano (1996)
7. Boca Raton, Florida (1996)
8. Portland, Oregon (1997)
9. Avances de  Chronology Volume 2